# O Pai Tirano
O Pai Tirano (1941) é um filme português de António Lopes Ribeiro.
O Pai Tirano é um dos maiores e mais representativos sucessos da época dourada[carece de fontes?] do cinema português, tendo sido estreado a 19 de Setembro de 1941 no Cinema Eden, em Lisboa. A sua estreia em televisão efectuou-se na RTP, na rubrica de Fernando Garcia "7ª Arte", na terça-feira, dia 15 de Agosto de 1961, às 22 horas e 5 minutos.
Este filme é considerado a maior obra-prima do cinema em Portugal. É considerado pelos especialistas, pelos fãs e pelos maiores cineastas internacionais como "O Melhor Filme Português de Sempre", incluindo "o maior clássico do cinema português", com o maior desempenho de Vasco Santana no cinema, depois de «A Canção de Lisboa» e antes de «O Pátio das Cantigas», a estreia de João Villaret no cinema e o início do sucesso de Ribeirinho.

## Sinopse
Este filme retrata a tempestuosa paixão de um jovem amador dramático, caixeiro nos Armazéns Grandella, por uma simpática empregada da Perfumaria da Moda.
O protagonista é Chico Mega (Ribeirinho), empregado de sapataria dos Grandes Armazéns do Grandella, que nutre uma grande paixão por Tatão (Leonor Maia), empregada na Perfumaria da Moda. Esta, por seu turno, é cortejada por Artur Castro (Arthur Duarte), um bon-vivant. Como Tatão é uma fervorosa cinéfila, Chico esconde-lhe que é ator num grupo de teatro amador: os "Grandelinhas", dirigidos pelo mestre José Santana (Vasco Santana). Do grupo fazem também parte Gracinha (Graça Maria), apaixonada por Chico, Dona Cândida (Luísa Durão), Lopes (Barroso Lopes), Seixas (Seixas Pereira), o contrarregra Machado (Armando Machado) e o ponto Pinto (Reginaldo Duarte). O grupo decide levar à cena a peça "O Pai Tirano ou o Último dos Almeidas".
Enquanto que o Mestre Santana procura ocultar de Gracinha a paixão de Chico por Tatão, este resolve albergar-se na mesma pensão onde mora Tatão, só para ficar mais próximo dela. A pensão é dirigida por Dona Emília (Emília de Oliveira), auxiliada pela criada Laura (Laura Alves) e entre os hóspedes encontram-se o contabilista Prata (Joaquim Prata), a dactilógrafa Amélia (Nelly Esteves) e o refugiado russo Ciriloff (Eliezer Kamenesky). Tatão vai rejeitando os avanços de Chico até ao dia em que ela erroneamente se convence que Chico é o herdeiro rico de uma família aristocrata.
Decide então aceitar o pedido de namoro de Chico e pede-lhe para conhecer a sua família. Confrontado com esta situação, Chico resolve pedir ajuda ao Mestre Santana, que decide ensaiar um ato da peça num palacete onde trabalha como governanta a sua prima Teresa (Teresa Gomes), uma alcoólica inveterada. Conseguem enganar Tatão, até ao dia em que Artur descobre que Chico é ator e resolve convidar Tatão e todos os hóspedes da pensão para a estreia da peça.

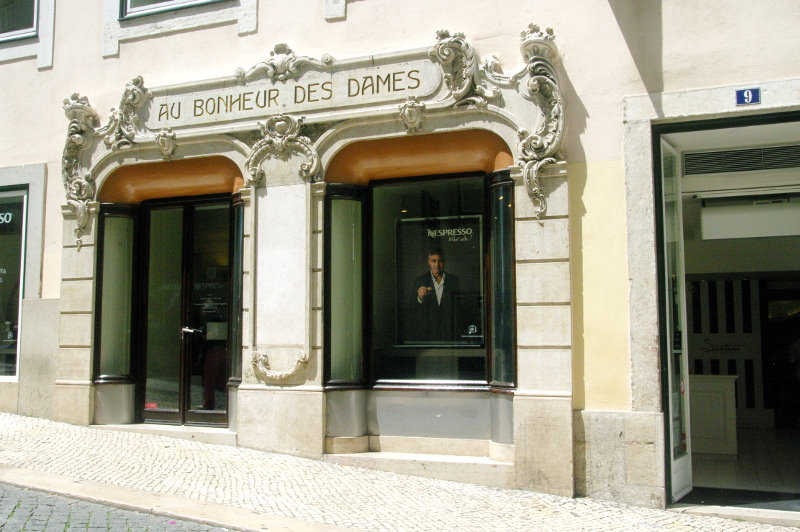
A antiga da Perfumaria da Moda (foto de 2015), local de trabalho de Tatão

## Elenco
- Vasco Santana - Mestre José Santana[1]
- Francisco Ribeiro - Francisco Mega[1]
- Leonor Maia - Tatão[1]
- Barroso Lopes - Lopes[1]
- Graça Maria - Gracinha[1]
- Teresa Gomes - Teresa[1]
- Seixas Pereira - Seixas[1]
- Luísa Durão - D. Cândida[1]
- Reginaldo Duarte - Pinto[1]
- Laura Alves - Laurinha[1]
- Armando Machado - Machado[1]
- Nelly Esteves - Amélia[1]
- Idalina de Oliveira - Idalina[1]
- Arthur Duarte - Artur Castro[1]
- Emília d'Oliveira - D. Emília[1]
- Joaquim Prata - Prata[1]
- João Villaret - Mudo[1]
- Henrique de Albuquerque - Chefe de secção do Grandella[1]
- Manuel Correia - Subchefe do Grandella[1]
- Júlia da Assunção - Mana Perliquitetes[1]
- Mário Fernandes - Silva[1]
- Alice Rodrigues - Freguesa do Grandella[1]
- Zeca Fernandes - Freguesa do Grandella[1]
- Sofia Santos[1]

## Análise
Realizada por António Lopes Ribeiro e escrita por Ribeirinho, em 1941, esta comédia é unanimemente considerada como um dos expoentes máximos do período de ouro do cinema português, encabeçado por títulos como A Canção de Lisboa (1933) ou O Pátio das Cantigas (1942).
Num tom satírico, pautado por um frenético humor, ficaram célebres algumas passagens como o ensaio da cena da "Torre de Saint-Dennis" ou a frase de Teresa Gomes "então, só se forem dois copinhos de vinho branco". António Lopes Ribeiro pretendeu sobretudo satirizar uma certa pequena burguesia lisboeta e uma concepção de interpretação teatral totalmente anacrónica, pautada pelo tom excessivamente formal e melodramático. O filme foi um êxito de público tanto em Portugal como no Brasil, algo que se explica pelo facto de a maioria do elenco ter sido recrutado entre intérpretes de teatro de revista, o que forneceu dinamismo e vivacidade à ação do filme. João Villaret fez uma breve aparição no papel de pedinte mudo.

## Citações
"Isto é fundamental" - usada constantemente por Santana.
"Oh inclemência! Oh martírio! Estará porventura periclitante a saúde desse nobre e querido menino que eu ajudei a criar?" - a única fala de Sr. Seixas na peça (onde faz de Criado), que é ouvida nas alturas em que ele aparece a despropósito em palco e no palacete.
"Oh seu cavalo!! Então você foi-me pôr em cena o telefone verdadeiro???" - Santana para Sr. Machado (o Contra-regra) depois de na peça se ter feito chamada para a Polícia e Bombeiros e se aperceberem de que o telefone em cena era verdadeiro e não de adereço.
"Nem tu, velha carcaça, escaparás ao meu ódio. Ha, ha, ha." - à parte do Lopes durante a encenação.
"Aquilo não é uma mulher, aquilo é um tambor: p'la Tatão, p'la Tatão, p'la Tatão, tão, tão." - Santana em desabafo para Dona Cândida.
"Dom Edmundo Lencastre Abreu Sousa Vasconcelos Alarcão de Almeida, e seja o que Deus quiser!" - Ribeirinho quando é confundido pela Tatão com um homem rico que tem desavenças com a Família, e lhe pede o "verdadeiro" nome. 